# Рут, Бейб
Джордж Герман Рут — младший, известный как Бейб Рут (англ. George Herman "Babe" Ruth, Jr.; 6 февраля 1895, Балтимор, Мэриленд — 16 августа 1948, Манхэттен, Нью-Йорк) — американский бейсболист, выступавший 22 сезона в Главной лиге бейсбола с 1914 по 1935 год. Играл на позиции аутфилдера и питчера. Рут (по прозвищу «Бамбино» и «Султан удара») начал свою карьеру в «Бостон Ред Сокс» на позиции питчера, однако наибольшую известность получил во время игры за «Нью-Йорк Янкис» на позиции аутфилдера. Установил множество рекордов МЛБ по отбиванию (и несколько по подачам), включая наибольшее количество хоум-ранов за карьеру (714), процент слаггинга (69,0 %), runs batted in (RBIs) (2213), бэйс-он-болсам (2062) и он-бэйс плюс слаггинг (OPS) (1,164). Его рекорды по проценту слаггинга и OPS до сих пор никем не превзойдёны. Рут стал одним из первых пяти бейсболистов, введённых в Национальный бейсбольный Зал славы в 1936 году.
Президент Дональд Трамп посмертно наградил его Президентской медалью свободы.

## Биография
Джорж Герман Рут родился 6 февраля 1895 года в Пигтауне по адресу 216 Эмори-стрит — опасном районе Балтимора (штат Мэриленд, США).
Родители Рут, Кэтрин (урожденная Шамбергер) и Джордж Герман Рут-старший, оба были родом из Германии. Согласно переписи 1880 года, его родители родились в Мэриленде. Его дедушка и бабушка по отцовской линии были из Пруссии и Ганновера. Джордж Рут-младший родился в доме своего деда по материнской линии, Пия Шамбергера, немецкого иммигранта и профсоюзного деятеля. Только один из семи братьев и сестёр Рут, его младшая сестра Мэми дожили до взрослого возраста.
Его отец работал продавцом молниеотводов и водителем трамвая, а позже стал приказчиком в продуктовом магазине и салуне на Фредерик-стрит.
Многие детали детства Рут неизвестны, включая дату свадьбы его родителей. В детстве Рут говорил на немецком языке. Когда Рут был малышом, семья переехала на улицу Саут Вудиер 339, недалеко от железнодорожных станций, а к тому времени, когда ему было шесть лет, у его отца был салун с номерами на 426 Уэст-Камден-стрит. Став взрослым, Рут признался, что в юности он бегал по улицам и редко посещал школу, а также пил пиво, когда отец не видел. По некоторым данным, после очередного инцидента в салуне его отца, городские власти решили, что эта среда не подходит для маленького ребёнка. 13 июня 1902 года Рут был направлен в исправительную Индустриальную школу Святой Марии для мальчиков, которой управляли братья-ксавериане, один из которых учил детей бейсболу. Он был записан как «неисправимый» и провел в школе большую часть следующих 12 лет. У Рут было прозвище Niggerlips («негрогубый»), так как у него были крупные черты лица и он был смуглее, чем большинство других мальчиков в исправительном учреждении.
В школе почти половина из 850 подопечных имели родственников, которые платили за их обучение. Детей в школу Святой Марии родители отсылали со всей Америки — часто она оказывалась последней надеждой, когда другие школы не могли ничем помочь. Рут иногда позволяли встречаться со своей семьей или помещали в дом Св. Иакова, учреждение закрытого типа с общественными работами, но его всегда возвращали в дом Св. Марии. Он редко посещал свою семью. Его мать умерла, когда ему было 12 лет, и, по некоторым данным, ему было разрешено покинуть школу Св. Марии только для участия в похоронах.
Рут учился на парикмахера и портного, много лет спустя он хвастался перед товарищами по команде своими профессиональными навыками, которые получил в этой школе. Наставники в школе Святой Марии очень любили бейсбол. Всего в школе насчитывалось не меньше сорока четырёх команд, и все они имели экипировку и форму. Большое влияние на Рута в школе оказал брат Маттиас Бутийе — потомок французских колонистов из Кейп-Бретона в Новой Шотландии.
Школа оставила на воспитании Рут особый след. Он всю жизнь оставался католиком и был известным членом Рыцарей Колумба. Он посещал детские дома, школы и больницы на протяжении всей своей жизни, часто избегая публичности.
Большинство мальчиков в Св. Марии играли в бейсбол в организованных лигах с разным уровнем мастерства. Рут позже оценил, что он играл около 200 игр в год и неуклонно поднимался по лестнице успеха. Рут стал лучшим питчером в школе Св. Марии, и когда ему было 18 лет (в 1913 году), ему разрешили покинуть школу, чтобы играть в игры выходного дня. Он был упомянут в нескольких газетных статьях, как за его мастерство подачи, так и за способность наносить удары по домам (хоум-ранам).

## Спортивная карьера
В 1914 году Бейб подписал контракт с клубом одной из низших бейсбольных лиг Балтимор Ориолс, однако вскоре был продан в «Бостон Ред Сокс». К 1916 году Рут получил репутацию отличного питчера, который иногда может выбить дальний хоум-ран, что было довольно редко в те годы. Хотя Рут дважды одерживал 23 победы в сезоне в качестве питчера и был членом трёх чемпионских составов «Ред Сокс», он хотел играть каждый день и ему позволили перейти на позицию аутфилдера. Вскоре после этого Бейб Рут побил рекорд МЛБ по количеству хоум-ранов за сезон, выбив 29 в 1919 году.
По окончании этого сезона владелец «Ред Сокс» Гарри Фрейзи продал Рута в «Нью-Йорк Янкис» за $100 000. За последующие 15 лет в Нью-Йорке Рут помог «Янкис» выиграть семь чемпионских титулов Американской лиги и четыре Мировых серии. Его сильные удары позволили ему несколько раз побить рекорд по количеству выбитых хоум-ранов за сезон, что не только привлекало болельщиков на стадион и увеличило популярность бейсбола, но и полностью изменило стратегию. В 1927 году в Рут совершил одно из самых больших достижений в своей игровой карьере — выбил 60 хоум-ранов за сезон и превзошёл свой предыдущий рекорд. В 1935 году Рут перешёл в Бостон Брэйвз, а по окончании сезона завершил игровую карьеру. За 22 года в МЛБ он 12 раз был лидером МЛБ по выбитым хоум-ранам за сезон.
Его легендарная сила ударов и харизматичная личность сделала Рута одним из самых известных людей «Ревущих двадцатых». Во время своей карьеры, благодаря достижениям на бейсбольной площадке и за её пределами, он был объектом внимания СМИ и болельщиков. Его безрассудный образ жизни — любовь к выпивке и женщинам — сочетался с желанием делать добро, и он часто посещал детей в больницах и детских домах. По окончании игровой карьеры ему не удалось найти работу в бейсболе во многом из-за плохого поведения во время выступлений в МЛБ. В конце жизни Рут часто выступал перед людьми, в особенности в поддержку США, участвовавших во Второй мировой войне. В 1946 у него был обнаружен рак, и он умер два года спустя. Бейб Рут считается одним из величайших спортивных героев в американской культуре и одним из величайших бейсболистов в истории.
В 1928 году снялся камео в фильме Гарольда Ллойда «Гонщик».
В 1992 году Артур Хиллер снял биографический фильм «Бэйб был только один» (англ. The Babe) с Джоном Гудманом в главной роли.